# Dossinia
Dossinia es un género monotípico de orquídeas de hábitos terrestres. Tiene una única especie: Dossinia marmorata C.Morren. Es originaria del sudoeste de Asia en Borneo.

## Descripción
Es una orquídea de tamaño pequeño que prefiere el clima cálido, es de hábito terrestre y crece  con un corto tronco con las raíces lanosas y tiene de 3 a 5 hojas, agrupadas basalmente, ovadas a anchamente elípticas, carnosas, con 5 a 7 nervaduras, de color verde negro la parte superior con iridiscencia rosa,  con el dorso color rosa a púrpura. Florece  en una inflorescencia terminal, erguida, poblada, densamente, con muchas flores, de 23 a 60 cm de largo,  con estrechas y elípticas brácteas florales, agudas a acuminadas, poco pubescentes, membranosas y de color rosa. La floración se produce en el otoño, invierno y primavera.

## Distribución y hábitat
Solo se encuentran en Borneo en las tierras bajas y bosques en colinas de piedra caliza entre la hojarasca y / o musgo o entre las rocas y en las cornisas, en alturas de hasta 400 metros.

## Sinónimos
- Cheirostylis marmorata (C.Morren) Lindl. ex Lem., Fl. Serres Jard. Paris 4(1): 370 (1848).
- Macodes marmorata (C.Morren) Rchb.f., Xenia Orchid. 1: 228 (1858).
- Ludisia argyroneura Miq., J. Bot. Néerl. 1: 36 (1861).
- Anoectochilus lowii E.J.Lowe, Beaut. Leaved Pl.: 81, f. 40 (1868).
- Macodes lowii (E.J.Lowe) J.J.Wood, Orchid Digest 48: 155 (1984).[1]